# 口コミ
口コミ（くちこみ）とは、物事の評判などに関する噂のこと。1960年代から使われた言葉で、大宅壮一の造語とされる。

## 経営・マーケティング
企業においてはオンラインで寄せられた口コミ等による評判を管理し、サービスに対して信用ある口コミをしてくれる発信元を探り当て、良好な関係を保つことが求められる。こうした手法をオンライン・レピュテーション・マネジメント（ORM）といい、アメリカではソーシャルメディアのみならずブログなどに対しても行なわれている。
飲食店経営においては口コミによる人気獲得が重要であり、評判を上げるため又はマーケティングにオピニオンリーダーを活用することができる。

## 問題点
インターネットの普及した現代では掲示板やSNSなどユーザー生成コンテンツで不特定多数に意見を伝えられるため、かつてより口コミの影響力が大きくなっている。その一方で話題が否定的な方面に発展した場合、いわゆる「炎上」と呼ばれる現象が発生することがある。

### 肯定的口コミをめぐる問題
企業側が商品を提供あるいは報酬まで支払って個人ブログなどにレビューを書かせるといった事例もあり、これがニュース番組で取り上げられたところ、やらせ疑惑が浮上してブログが炎上するなどの問題になったことがある。特に著名な事例としては、2006年11月に『ニュースウオッチ9』で取り上げられた坊農さやかの例が挙げられる。このような事例は2010年代にステルスマーケティング（ステマ）と呼ばれるようになる。
こうしたトラブル防止の観点から、2010年3月には大手広告代理店などによって構成される業界団体で、ブロガーらと広告主との関係性を明示するなどのガイドラインが策定された。
病院など医療機関に対する口コミを、低評価を全て消去して高評価に改竄する専門業者の存在が、2021年8月に一部新聞社の報道で明らかになった。

### 否定的口コミをめぐる問題
2014年9月、リフォーム業者がリフォーム業者をランク付けしたサイトで最下位とされ、名誉を傷つけられたとして情報開示を求めていた訴訟で、京都地裁は「ランキングが真実であることを裏付ける証拠がなく、権利侵害は明白だ」と判断し、サイトのあるサーバー運営会社にサイト管理者のIPアドレスなどの情報を開示するよう命じた。
2015年4月、千葉県内の診療所が地図検索サイト「グーグルマップ」に投稿された口コミについて、事実と明らかに異なる記述で名誉を傷つけられたとして削除の仮処分を求めていた問題で、千葉地裁松戸支部はグーグルに削除を命じる仮処分決定を出した。
2016年4月、リブセンスが提供する口コミサイト『転職会議』に、京都市内の測量設計会社の従業員を名乗る人物が虚偽内容の書き込みを行い、これにより会社の名誉を傷付けられたとして、当該の測量設計会社がリブセンスを相手取り京都地方裁判所に、情報の削除と書き込みを行った人物の情報開示を求め提訴した。
日亜化学工業が、YouTubeに同社の製造現場の衛生状態やパワーハラスメントの存在など職場環境を貶める動画を投稿されたとして、同社がYouTubeのアメリカの運営会社に対し、動画を削除するよう依頼したが、運営会社が応じなかったため、同社は徳島地方裁判所に訴訟を提起。その後同地裁は同社の訴えを認め、運営会社に対し動画の削除と発信者情報の開示を命じる仮処分命令を出した。
一方で、企業側が正当な評価を妨げようとする動きもある。アメリカ合衆国では批判的な内容を投稿しないことを契約条項に盛り込んでいる場合もあり、批判的なレビューに対し訴訟が提起されたり、威圧的なコンタクトを取って覆させようとするなどの事例が多発していた。こうした状況を受けてオバマ政権末期の2016年12月に「消費者レビュー公正法」が成立した。